# دهستان ساوالان
دهستان ساوالان نام دهستانی در بخش مرکزی شهرستان پارس‌آباد، استان اردبیل در ایران است. براساس سرشماری مرکز آمار ایران در سال ۱۳۸۵، جمعیت آن ۱۷۳۲۰ نفر (۳۵۵۴ خانوار) بوده‌است.